# Eduard Scharlach
Eduard Scharlach (* 1811 in Hann. Münden; † 1891 in Hannover) war ein deutscher Künstler, Maler und insbesondere Genremaler.

## Leben
Eduard Scharlach wurde zur sogenannten „Franzosenzeit“ geboren und wuchs in den frühen Jahren des Königreichs Hannover auf.
Von 1832 bis 1834 besuchte er die Kunstakademie Düsseldorf. Dort unterwiesen ihn Karl Ferdinand Sohn in der Vorbereitungsklasse und Theodor Hildebrandt in der 2. Malklasse.
Scharlach zählte bereits in der ersten Hälfte des 19. Jahrhunderts „zu den tüchtigsten Künstlern seines Faches“: Er malte Bildnisse und Genrestücke sowie Schlachtengemälde und auch Pferde.
Werke (Auswahl)
- Hannoverscher Postillon im Winter mit drei Pferden, Ölgemälde, um 1840; im Besitz des Historischen Museums Hannover[5]